# Богешть
Богешть, Богешті (рум. Boghești) — село у повіті Вранча в Румунії. Адміністративний центр комуни Богешть.
Село розташоване на відстані 217 км на північний схід від Бухареста, 53 км на північ від Фокшан, 111 км на південь від Ясс, 94 км на північний захід від Галаца.

## Населення
За даними перепису населення 2002 року у селі проживали 385 осіб, усі — румуни. Усі жителі села рідною мовою назвали румунську.